# Hoflandmeulen
De Hoflandmeulen (Frans: Moulin de l'Hofland) is een standerdmolen gelegen in de gemeente Houtkerke in het Franse Noorderdepartement. De molen bezit twee maalwerken, zodat ze als korenmolen kan fungeren en tevens veevoederingrediënten tot veevoer kan verwerken.

## Geschiedenis
Op het grondstuk was het jaartal 1782 te lezen, maar bij een restauratie die uitgevoerd werd in 1908, kwam ook het jaartal 1114 tevoorschijn, waarmee deze molen de oudste standerdmolen zou zijn, niet alleen van Frankrijk, maar van geheel Europa. Natuurlijk is de molen vele malen verbouwd.
In 1808 was de molen eigendom van Pierre Sockeel, waarna ze in diverse andere handen overging, om in 1851 in bezit te komen van de familie Accou. Deze familie bezit de molen nog steeds, en zij was ook verantwoordelijk voor diverse restauraties, zoals die van 1946 en die welke werd uitgevoerd van 1984-1996. De molen werd in 1977 beschermd als monument historique.

## Trivia
Boven de ‘meelgote’ van de molen is een plank bevestigd aan de meelbak met het daarin, in het Nederlands, de volgende rijmende vermaning gekerfd: "Schept tot u(w) voordeel en vreest Gods oordeel"